# Abisga
 Abisga  é um nome vulgar, na África Central, do Capparis decidua ou Capparis sodada, um arbusto do deserto, da família das Caparáceas. As suas folhas frescas dão-se aos camelos e as bagas, secas, come-as o homem.